# A-38

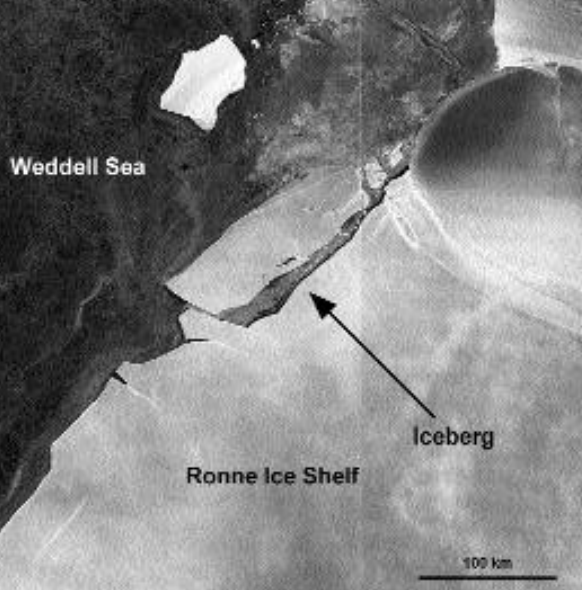
Luftbild, Oktober 1998

A-38 hieß ein riesiger Eisberg, der am 13. Oktober 1998 in der Antarktis vom Filchner-Ronne-Schelfeis abgebrochen war.

## Entstehung
Etwa alle 40 bis 50 Jahre lösen sich große Eisberge von der Antarktis ab. Ein Vorgang dieser Art kann sich auf mehrere Jahre verteilen, wobei sich mehrere Eisberge beziehungsweise Eisinseln vom Kontinent beziehungsweise Schelfeis lösen können (Kalben). 
Die rund 144 km × 48 km (5.250 km² {\displaystyle =} etwa doppelt so groß wie das Saarland) große und etwa 1.080 Gigatonnen schwere Eisinsel A-38, die sich westlich der Berkner-Insel vom Filchner-Ronne-Schelfeis löste, brach bereits am 22. Oktober 1998 in zwei ungleich große Teile, die in Richtung Norden auf das Weddell-Meer hinausdrifteten.
Der Name A-38 wurde vom National Ice Center der Vereinigten Staaten vergeben. A bezeichnet dabei Eisberge im ersten Quadranten zwischen 0 Grad und 90 Grad westlicher Länge, die dann in aufsteigender Folge nummeriert werden. A-38 ist daher der 38. im ersten Quadranten verzeichnete große Eisberg. Der Eisberg zerbrach bis März 2003 weiter in vier Bruchstücke (A–D); das größte A-38 A maß 77 km × 38 km. Bis 2004 waren die meisten Bruchstücke (inzwischen hatten sich noch E, F. G abgetrennt) in der Nähe von Südgeorgien auf Grund gelaufen. Das letzte existierende Bruchstück A-38 B löste sich im Jahr 2005 auf, nachdem es längere Zeit im flachen Wasser am Strand von Südgeorgien lag. Man fürchtete 2020, dass sich dieses Szenario mit Bruchstücken des Eisbergs A-68 wiederholen könnte, die sich in Richtung Südgeorgien bewegten. Bis zum Frühjahr 2021 waren jedoch nur noch Reste des Eisbergs vorhanden.

## Rettungsaktion
Nachdem A-38 abgebrochen war, befand sich die zu dem Zeitpunkt unbesetzte deutsche Filchner-Sommerstation auf dem neu entstandenen Eisberg. Sogleich wurde für die auf dem noch nicht vom Schelfeis abgebrochenen Bereich befindliche Forschungsstation eine Rettungsaktion eingeleitet, die Anfang Februar 1999 begann. In zehn Tagen wurde die Station geborgen und am 13. Februar auf das Forschungsschiff Polarstern verladen. Dabei wurden insgesamt etwa 120 Tonnen Stationsmaterial und etwa 50 Tonnen Geräte wie Pistenfahrzeuge und Schlitten aufgenommen.